# أدكان
أدكان (بالفارسية: ادکان) هي مستوطنة تقع في قسم زرق‌آباد الريفي (مقاطعة إسفراين) في إيران. يقدر عدد سكانها بـ 65 نسمة بحسب إحصاء 2016.